# ルキウス・スクリボニウス・リボ
ルキウス・スクリボニウス・リボ（ラテン語: Lucius Scribonius Libo、生没年不明）は紀元前1世紀中期の共和政ローマの政治家・軍人。紀元前34年に執政官（コンスル）を務めた。

## 出自
リボは、プレブス（平民）であるスクリボニウス氏族の出身。氏族は第二次ポエニ戦争のころに初めて記録に登場する。シリウス・イタリクスの長編叙事詩『プニカ』に、ピケヌム出身のスクリボニウス・クリオが登場し、カンナエの戦いに参加しオファント川で溺死している。しかし、歴史学者F. ミュンツァーはスクリボニウス氏族がピケニアに起源を持つことを疑問視している。分かっていることは、氏族は紀元前3世紀にイタリアの他の都市からローマに移住したということである。氏族としては、ルキウス・スクリボニウス・リボが紀元前204年にプラエトル（法務官）に就任している。
リボの父のプラエノーメン（第一名、個人名）はルキウスで、シキリア属州のクァエストル（財務官）であったとされる。母のセンティアは紀元前19年の執政官ガイウス・センティウス・サトゥルニヌスの親戚で、おそらくは叔母であると思われる。リボの妹スクリボニアはオクタウィアヌスの二番目の妻となった（妹ではなく娘との説もある）。

## 経歴

### 初期の経歴
リボの娘（セクストゥス・ポンペイウスの妻）が紀元前70年ごろの生まれであることから、歴史学者はリボの生誕年を紀元前90年ごろと推定している。政治家としての最初のキャリアは造幣官であったと思われる（紀元前62年または紀元前54年などの説がある）。古代の資料にはシキリアで財務官を務めたリボと、ローマで競技会を開催したリボが見えるが、おそらく両者は本記事のリボで、競技会を開催したときにはアエディリス（按察官）であったと考えられる。なお、この競技会のために初めて本格的な建物が作られた。これら政務官職に就任した年は不明であるが、歴史学者F. ミュンツァーは、カエサルとポンペイウスの内戦が始まる紀元前49年よりは前と推定している。
その政治歴の初期段階で、リボはグナエウス・ポンペイウスの友人で、政治的同盟者となった。ポンペイウスの息子セクストゥスはリボの娘と結婚している。紀元前56年、リボはローマに亡命していたエジプトの前ファラオプトレマイオス12世を軍事力を持って復位させ、その指揮官にポンペイウスを任命するというプブリウス・プラウティウス・ヒプサエウスの提案を支持した。1年後、リボはフォルミウムの住民であるへリウィウス・マンサと言う人物に告訴されるが、前年の感謝からポンペイウスはリボを助けている。告訴の内容は不明だが、リボの多額の借金に関係している可能性がある。

## 反カエサル
カエサルがローマに軍を進めた際（紀元前49年1月）、リボはエトルリアの守備を担当していたが、マルクス・アントニウスの進撃を阻止できず撤退した。その後カンパニアで徴兵を行い、その部隊を率いることとなった。カエサル陣営の知人を介し、リボはブリンディシウムでカエサルとポンペイウスの交渉を仲介しようとしたが、失敗した。その後ポンペイウスはバルカン半島に渡り、リボはマルクス・カルプルニウス・ビブルスを総司令官とする海軍を、マルクス・オクタウィウスと共に率いた。ポンペイウス側海軍の任務は、カエサルをイタリアに封じ込めることであった。紀元前49年の終わりまでに、リボはダルマチアからカエサル側のプブリウス・コルネリウス・ドラベッラを駆逐し、海路カエサルへの援軍を輸送していたガイウス・アントニウスを捕虜とした。
しかし紀元前48年の初め、カエサルはエピロスに上陸した。リボは再び和平交渉をまとめようとし、オリックでカエサルと会談をもった。カエサルはポンペイウスに特使を派遣することを主張したが、リボが特使の安全を保証できなかったために、この交渉は失敗に終わった。その後すぐに、海軍を率いていたビブルスが病死したために、リボが司令官となった。リボの主たる任務はブルンディシウムにいるアントニウスがカエサルと合流することを阻止することであったが、これにも失敗した。
ファルサルスの戦いでポンペイウスが敗北した後、リボはカエサルに下った。その後の数年間は、政治活動から離れてイタリアやローマで過ごした。リボはキケロ、ティトゥス・ポンポニウス・アッティクス、マルクス・テレンティウス・ウァロと交友し、『年鑑（Annals）』を執筆するなど、特定の人々には知られていた。

### カエサル暗殺後
リボは、カエサルが暗殺された後の紀元前44年春に政界に復帰した。リボは、ヒスパニアの一部を支配していた義理の息子セクストゥス・ポンペイとの文通を再開し、元老院会議にも出席するようになった。紀元前43年秋、カエサル派を率いていた第二回三頭政治（オクタウィアヌス、アントニウス、マルクス・アエミリウス・レピドゥス）は、リボの名をプロスクリプティオ（粛清リスト）に加えた。このため、リボはシキリア属州を支配していたセクストゥスのもとに逃げ込み、そこで有力な地位を得た。紀元前40年、ペルシャの戦い（オクタウィアヌスがアントニウスの弟のルキウスに勝利）の後に、オクタウィアヌスとアントニウスの対立が始まると、リボはアントニウスとセクストゥスの同盟を結ぶ目的で、セクストゥスのもとに逃れていたアントニウスの母ユリアをアントニウスに送り届けた。オクタウィアヌスはスクリボニアとの離婚を申し出、リボはこれに同意した。
セクストゥスによるイタリアの海上封鎖と、それによって引き起こされた飢饉は、三頭政治側に和平の必要性を示した。リボは双方が直接会って合意するよう仲介した。結果、セクストゥス、アントニウス、オクタウィアヌスの三者会談が開かれミセヌム条約が締結された（紀元前39年）。この際にリボを執政官とすることが約束された。またリボの孫娘、即ちセクストゥスの娘とオクタウィアヌスの甥であるマルクス・クラウディウス・マルケッルス の婚約が成立した。
しかし、この結婚は実現しなかった。やがて、オクタウィアヌスとセクストゥスの間で新たな戦争が始まり、セクストゥスは完全に敗北してアシア属州に逃れ、リボもそれに従った。しかしセクストゥスが絶望的な状況に陥ると、リボはアントニウスの側についた（紀元前35年）。翌年にはアントニウスと共に、執政官に就任した。
リボのその後は不明である。しかし紀元前21年のアルウァル・ブレテレン（豊作を求める聖職者の集団）にリボの名前があり、本記事のリボである可能性がある。

### 家族
リボには子供が3人いた。長男ルキウスはグナエウス・ポンペイウスの孫娘と結婚、長女はセクストゥス・ポンペイウスと結婚、次男はマルクス・リウィウス・ドゥルスス・クラウディアヌスの養子となって、マルクス・リウィウス・ドゥルスス・リボと名乗った。

## 参考資料

### 古代の資料
- アッピアノス『ローマ史』
- ウァレリウス・マクシムス『有名言行録』
- カッシウス・ディオ『ローマ史』
- オロシウス『異教徒に反論する歴史』
- マルクス・トゥッリウス・キケロ『友人宛書簡集』
- ガイウス・ユリウス・カエサル『内乱記』

### 研究書
- Egorov . Julius Caesar. Political biography. - SPb. : Nestor-History, 2014 .-- 548 p. - ISBN 978-5-4469-0389-4 .
- Ryazanov V. The social base of the state of Sextus Pompey  // NOVIK: Collection of scientific works of graduate students and students of the history faculty of Voronezh State University. - 2002. - No. 6 .
- R Broughton. Тhe Magistrates of the Roman Republic. - N. Y. , 1952. - Vol. II. - P. 558.
- Münzer F. Scribonius // Paulys Realencyclopädie der classischen Altertumswissenschaft (RE). - 1921. - Bd. II A, 1. - Kol. 858-859.
- Münzer F. Sentius 15 // Paulys Realencyclopädie der classischen Altertumswissenschaft (RE). - 1923. - Bd. II A, 2. - Kol. 1538.
- Münzer F. Scribonius 19 // Paulys Realencyclopädie der classischen Altertumswissenschaft (RE). - 1921. - Bd. II A, 1. - Kol. 881.
- Münzer F. Scribonius 20 // Paulys Realencyclopädie der classischen Altertumswissenschaft (RE). - 1921. - Bd. II A, 1. - Kol. 881-885.
- Fantham, E.  Julia Augusti: The Emperor's Daughter. Abingdon: Routledge (2006). ISBN 978-0415331463.
- Lyubimova. O. MARRIAGE OF OCTAVIAN IN LIBYA: BENEFITS OR RISKS? Bulletin of Ancient History 76/1 (2016), p. 85-107.
- Syme, R. The Augustan aristocracy. Oxford, 1986.